# Saint-pantaléon-les-vignes (côtes-du-rhône villages)
Pour la commune, voir Saint-Pantaléon-les-Vignes.
Le saint-pantaléon-les-vignes, ou côtes-du-rhône-villages Saint-Pantaléon-les-Vignes, est un vin produit sur la commune de Saint-Pantaléon-les-Vignes, dans le département de la Drôme.
Il s'agit d'une des 21 dénominations géographiques au sein de l'appellation d'origine contrôlée côtes-du-rhône-villages, dans la partie méridionale du vignoble de la vallée du Rhône.

## Histoire

### Antiquité

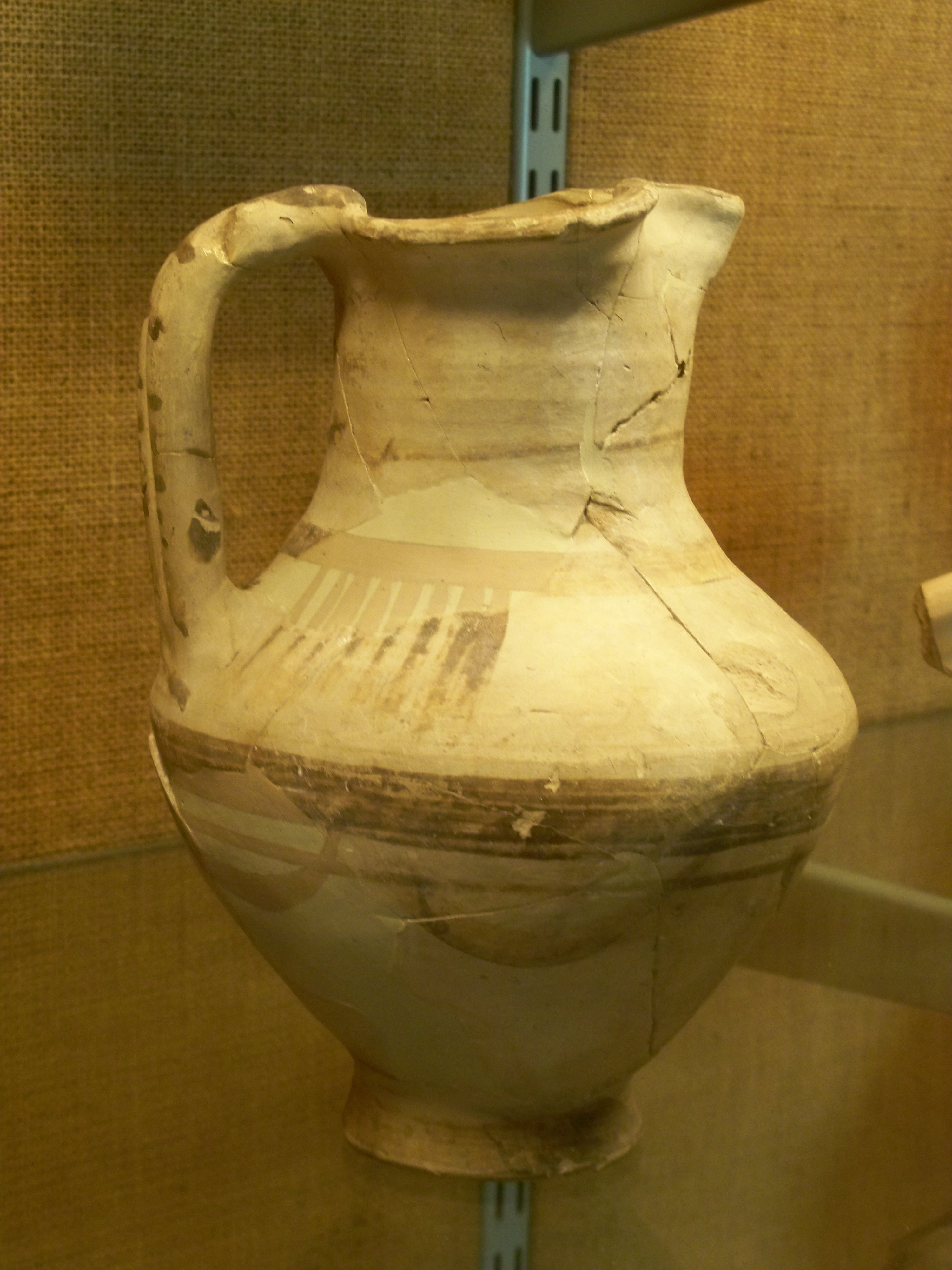
Œnochoé à riche décor pseudo-ionien.

La proximité de l'oppidum Saint-Marcel, sur le territoire de la commune du Pègue, où la céramique pseudo-ionienne, provenant d'ateliers en relation avec Massalia, a été importante, permet de supposer sur place une consommation de vin entre le milieu du VIe siècle av. J.-C. et le IVe siècle av. J.-C. Les productions d'œnochoés et de vases à vin, en pâte claire micacée, portant un décor peint, avec un registre allant de la bande ocre au développement de formes figuratives, furent majoritaires. Il est d'ailleurs à noter que ces récipients vinaires ont gardé dans leurs formes de fortes influences gauloises (coupes carénées).
Lors de la colonisation romaine, cette zone fut incorporée au territoire de la tribu gauloise connue sous le nom d'Aletani, dont la capitale était la ville gallo-romaine d'Aletanum.

### Moyen Âge
Au Xe siècle, en plaine, fut édifiée une abbaye bénédictine par les moines de Saint-Saturnin-du-Port, maison-mère de Cluny pour toute la partie méridionale du Royaume d'Arles. Un important vignoble fut implanté tout autour et une population de paysans et d'artisans s'installa sous la protection des clunisiens.
Ce fut au cours du XIVe siècle, alors que les papes s'étaient installés à Avignon, que la commune, qui dépendait jusqu'alors du comté de Valentinois, devient une enclave pontificale.

### Période moderne
En 1451, des bandes pillardes investissent le village qui est rasé avec son château, son église abbatiale et ses bâtiments conventuels. Pour se protéger, la population et les moines se réfugient derrière l'enceinte de Rousset-les-Vignes. Le danger passé, les Saint-Pantaléonnais retournent chez eux. Mal leur en prit puisque cette fois c'est le baron des Adrets, la terreur des guerres de religion. Ce qui contraignit les habitants à un nouveau retour à Rousset.

### Période contemporaine
La dénomination géographique saint-pantaléon-les-vignes a été reconnu par décret de l'INAO, publié au Journal Officiel, en 1969.

## Situation géographique

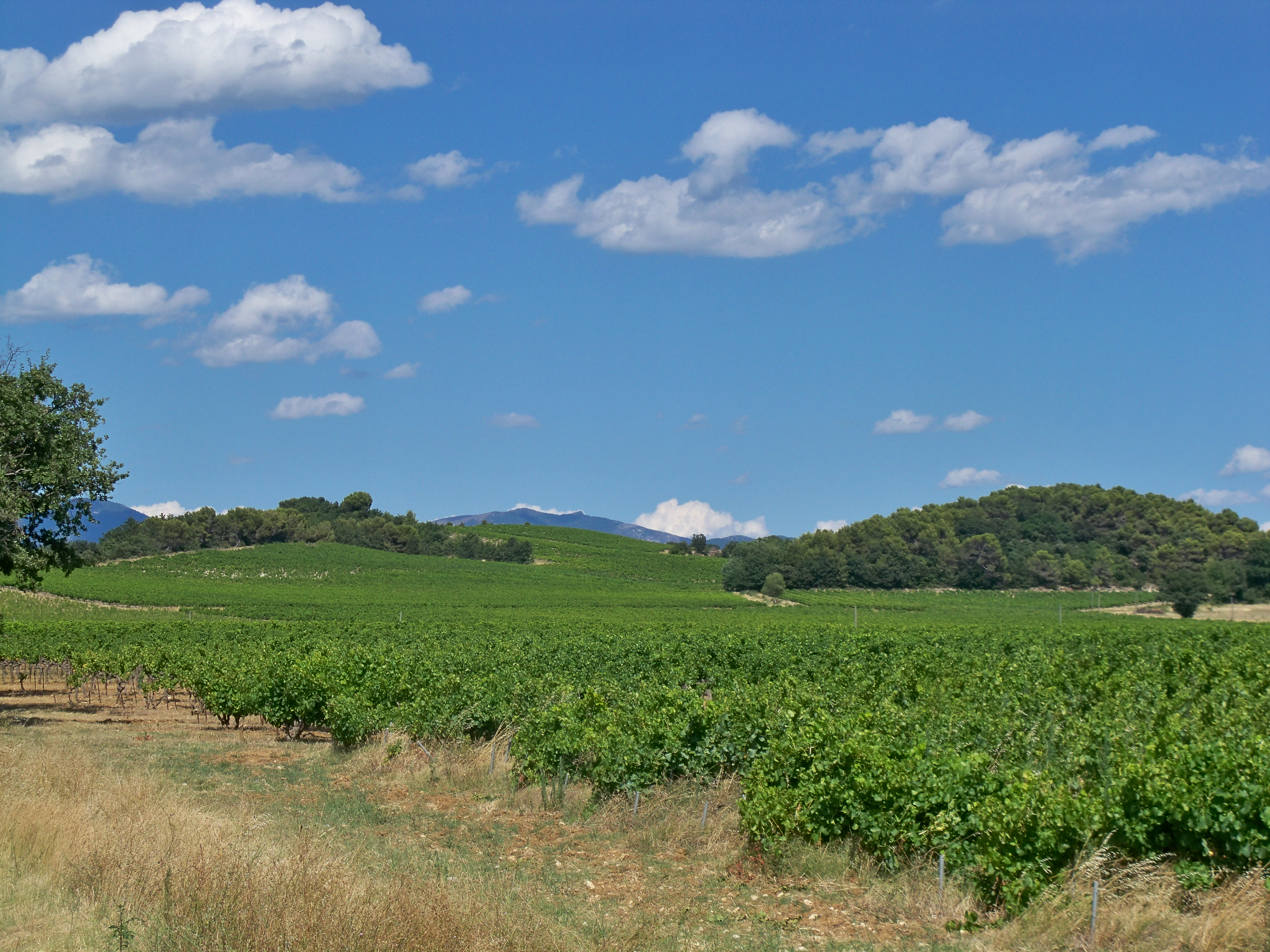
Coteaux à Saint-Pantaléon-les-Vignes

Saint-Pantaléon-les-Vignes est situé à 14 km à l'est de Grignan (chef-lieu du canton) et à 24 km au sud de Dieulefit. Les communes limitrophes sont Rousset-les-Vignes, Valréas et Venterol.

### Climatologie
La commune, située dans la zone d’influence du climat méditerranéen, est soumise à un rythme à quatre temps : deux saisons sèches, dont une brève en hiver, une très longue et accentuée en été ; deux saisons pluvieuses, en automne, avec des pluies abondantes sinon torrentielles, et au printemps. Les étés sont chauds et secs, liés à la remontée des anticyclones subtropicaux, entrecoupés d’épisodes orageux parfois violents. Les hivers sont doux. Les précipitations sont peu fréquentes et la neige rare.
Le climat de ce terroir est soumis à un rythme à quatre temps : deux saisons sèches (une brève en hiver, une très longue et accentuée en été), deux saisons pluvieuses, en automne (pluies abondantes et brutales) et au printemps. Sa spécificité est son climat méditerranéen qui constitue un atout exceptionnel :
- Le mistral assainit le vignoble
- La saisonnalité des pluies est très marquée
- Les températures sont très chaudes pendant l'été.

| Mois                                                                  | Janv | Fév  | Mars | Avr  | Mai  | Juin | Juil | Août | Sept | Oct  | Nov  | Déc  | Année |
| --------------------------------------------------------------------- | ---- | ---- | ---- | ---- | ---- | ---- | ---- | ---- | ---- | ---- | ---- | ---- | ----- |
| Températures maximales moyennes (°C)                                  | 8    | 10   | 15   | 17   | 22   | 26   | 29   | 29   | 24   | 19   | 12   | 9    | 17,3  |
| Températures minimales moyennes (°C)                                  | 2    | 3    | 5    | 7    | 11   | 15   | 17   | 17   | 14   | 11   | 6    | 3    | 9,3   |
| Températures moyennes (°C)                                            | 4    | 6,5  | 10   | 12   | 16,5 | 20,5 | 23   | 23   | 19   | 15   | 9    | 5,5  | 13,3  |
| Moyennes mensuelles de précipitations (mm)                            | 41,8 | 27,5 | 27,2 | 60,9 | 49,9 | 33,2 | 33,3 | 29,1 | 68,5 | 92,3 | 68,7 | 40,9 | 573,3 |
| Source : (fr) Données climatologiques de Valréas (Vaucluse) 2000-2007 |      |      |      |      |      |      |      |      |      |      |      |      |       |

## Vignoble

### Présentation
Le vignoble s'étend sur la commune de Saint-Pantaléon-les-Vignes

### Encépagement
Les rouges sont principalement fait à partir du grenache N, complété par de la syrah N, du mourvèdre N et accessoirement du brun argenté N (localement dénommé camarèse ou vaccarèse), du carignan N, du cinsaut N, de la counoise N, du muscardin N, du piquepoul noir N et du terret noir N. 
Les blancs sont principalement fait avec du grenache blanc B, de la clairette B, de la marsanne B, de la roussanne B, du bourboulenc B et du viognier B, complétés accessoirement par du piquepoul blanc B et de l'ugni blanc B.

### Méthodes culturales
Le vignoble de cette appellation s'étend sur 61 hectares, sa production annuelle s'élève à 2 037 hectolitres avec rendement de 33 hl/ha.

### Les millésimes
Ils correspondent à ceux du vignoble de la vallée du Rhône. Ils sont notés : année exceptionnelle , grande année , bonne année ***, année moyenne **, année médiocre *.
| Caractéristiques | Article de qualité | ***                | ***                | Bon article        | Article de qualité | Bon article        | Bon article        | ***                | Bon article | Bon article        |
| Millésimes 1990 | 1999               | 1998               | 1997               | 1996               | 1995               | 1994               | 1993               | 1992               | 1991        | 1990               |
| Caractéristiques | ***                | ***                | **                 | ***                | Bon article        | **                 | **                 | **                 | ***         | Article de qualité |
| Millésimes 1980 | 1989               | 1988               | 1987               | 1986               | 1985               | 1984               | 1983               | 1982               | 1981        | 1980               |
| Caractéristiques | Article de qualité | Article de qualité | Bon article        | ***                | Article de qualité | **                 | Bon article        | ***                | Bon article | Article de qualité |
| Millésimes 1970 | 1979               | 1978               | 1977               | 1976               | 1975               | 1974               | 1973               | 19722              | 1971        | 1970               |
| Caractéristiques | Bon article        | Article de qualité | Bon article        | **                 | ***                | Bon article        | ***                | **                 | **          | Article de qualité |
| Millésimes 1960 | 1969               | 1968               | 1967               | 1966               | 1965               | 1964               | 1963               | 1962               | 1961        | 1960               |
| Caractéristiques | **                 | *                  | Article de qualité | Article de qualité | ***                | ***                | **                 | **                 | ***         | Article de qualité |
| Millésimes 1950 | 1959               | 1958               | 1957               | 1956               | 1955               | 1954               | 1953               | 1952               | 1951        | 1950               |
| Caractéristiques | Bon article        | Bon article        | Article de qualité | Bon article        | Bon article        | ***                | Bon article        | Article de qualité | **          | Article de qualité |
| Millésimes 1940 | 1949               | 1948               | 1947               | 1946               | 1945               | 1944               | 1943               | 1942               | 1941        | 1940               |
| Caractéristiques | Article de qualité | Article de qualité | Article de qualité | Bon article        | Article de qualité | **                 | Article de qualité | Bon article        | **          | **                 |
| Millésimes 1930 | 1939               | 1938               | 1937               | 1936               | 1935               | 1934               | 1933               | 1932               | 1931        | 1930               |
| Caractéristiques | *                  | Bon article        | Bon article        | ***                | **                 | Article de qualité | Article de qualité | **                 | **          | **                 |
| Millésimes 1920 | 1929               | 1928               | 1927               | 1926               | 1925               | 1924               | 1923               | 1922               | 1921        | 1920               |
| Caractéristiques | Article de qualité | Article de qualité | **                 | Bon article        | **                 | Bon article        | Bon article        | **                 | Bon article | Bon article        |
| Sources : Yves Renouil (sous la direction), Dictionnaire du vin, Éd. Féret et fils, Bordeaux, 1962 ; Alexis Lichine, Encyclopédie des vins et alcools de tous les pays, Éd. Robert Laffont-Bouquins, Paris, 1984, Les millésimes de la vallée du Rhône & Les grands millésimes de la vallée du Rhône |                    |                    |                    |                    |                    |                    |                    |                    |             |                    |

Soit sur 90 ans, 24 années exceptionnelles, 26 grandes années, 16 bonnes années, 22 années moyennes et 2 années médiocres.

### Structure des exploitations

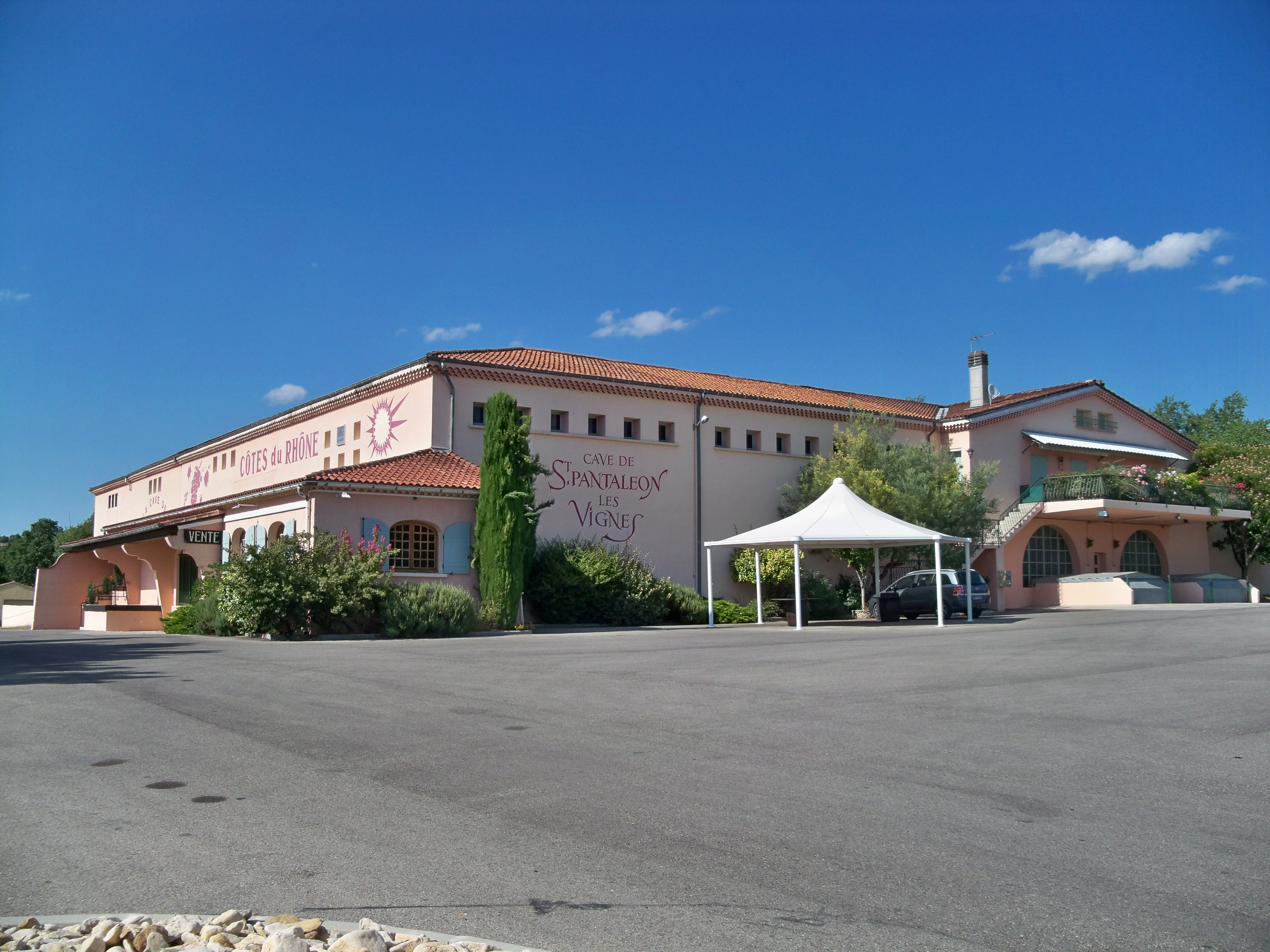
Cave de Saint-Pantaléon-les-Vignes.

### Type de vins et gastronomie
Les vins rouges s'accordent bien avec des viandes rouges (grillées ou en sauce), des gibiers à plumes, du fromage fort. Ces vins se servent aux environs de 15° et ont une durée de garde moyenne de trois à cinq ans.
Les vins rosés s'accordent avec de la charcuterie, des volailles et de nombreux plats estivaux. Ils se révèlent parfaits en accompagnement de la cuisine asiatique. Ces rosés se servent entre 8 et 10° et se gardent un à deux ans.
Les vins blancs accompagnent parfaitement des poissons grillés, des fruits de mer... et peuvent être servis aussi en apéritif. Les vins se servent entre 8 et 10° et peuvent se garder un à deux ans.

### Commercialisation
Le syndicat des vignerons de l'appellation est représenté au sein de la Commanderie des Costes du Rhône, confrérie vigneronne, qui tient ses assises au château de Suze-la-Rousse, siège de l'Université du vin.

## Les principaux producteurs de l'appellation

### Caveaux de dégustation
Une charte de qualité, à laquelle adhèrent caves et domaines de Saint-Pantaléon-les-Vignes, a été mise en place dans la vallée du Rhône par Inter Rhône. Elle propose trois catégories différentes d'accueil en fonction des prestations offertes par les professionnels. 
La première - dite accueil de qualité - définit les conditions de cet accueil. Un panneau à l'entrée doit signaler que celui-ci est adhérent à la charte. Ce qui exige que ses abords soient en parfait état et entretenus et qu'il dispose d'un parking proche. L'intérieur du caveau doit disposer d'un sanitaire et d'un point d'eau, les visiteurs peuvent s'asseoir et ils ont de plus l'assurance que locaux et ensemble du matériel utilisé sont d'une propreté irréprochable (sols, table de dégustation, crachoirs, verres).
L'achat de vin à l'issue de la dégustation n'est jamais obligatoire. Celle-ci s'est faite dans des verres de qualité (minimum INAO). Les vins ont été servis à température idéale et les enfants se sont vu proposer des jus de fruits ou des jus de raisin. Outre l'affichage de ses horaires et des permanences, le caveau dispose de fiches techniques sur les vins, affiche les prix et offre des brochures touristiques sur l'appellation. 
Caveaux à Saint-Pantaléon-les-Vignes
La seconde - dite accueil de service - précise que le caveau est ouvert cinq jours sur sept toute l'année et six jours sur sept de juin à septembre. La dégustation se fait dans des verres cristallins voire en cristal. Accessible aux personnes à mobilité réduite, il est chauffé l'hiver et frais l'été, de plus il dispose d'un éclairage satisfaisant (néons interdits). Sa décoration est en relation avec la vigne et le vin, une carte de l'appellation est affichée. Il dispose d'un site internet et fournit à sa clientèle des informations sur la gastronomie et les produits agroalimentaires locaux, les lieux touristiques et les autres caveaux adhérant à la charte. Des plus les fiches techniques sur les vins proposés sont disponibles en anglais
Caveaux à Saint-Pantaléon-les-Vignes

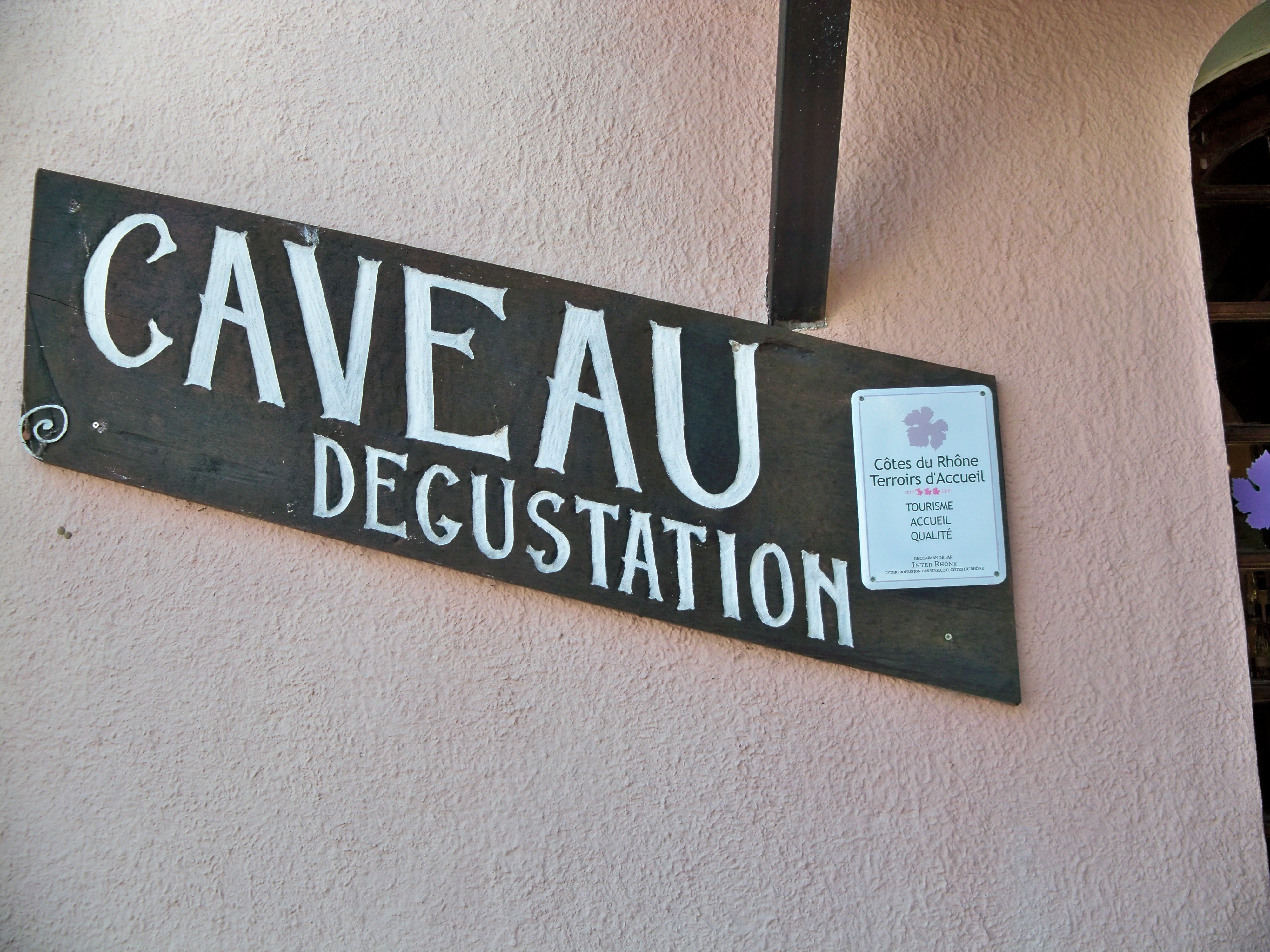
Le caveau de la cave de Saint-Pantaléon.
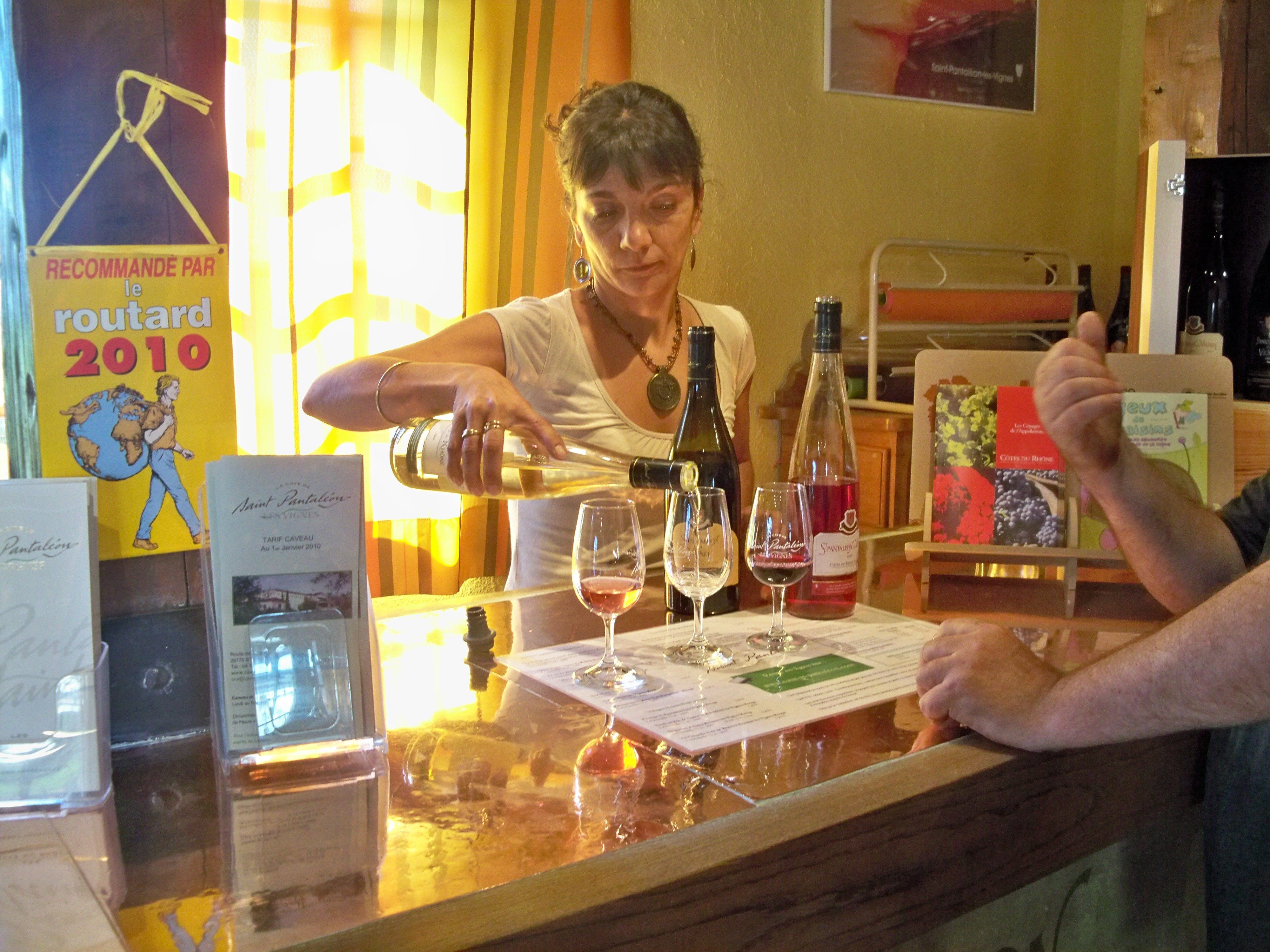
Une dégustation au caveau de la cave de Saint-Pantaléon.

La troisième - dite accueil d'excellence - propose d'autres services dont la mise en relation avec d'autres caveaux, la réservation de restaurants ou d'hébergements. Le caveau assure l'expédition en France pour un minimum de vingt-quatre bouteilles. Il dispose d'un site Internet en version anglaise et le personnel d'accueil parle au moins l'anglais.
Caveaux à Saint-Pantaléon-les-Vignes

## La place de Saint-Pantaléon parmi les côtes-du-rhône villages
| Dénominations              | Surface et production | Surface et production | Communes ayant droit à une des dénominations géographiques                            |
| Dénominations              | hectares              | hectolitres           | Communes ayant droit à une des dénominations géographiques                            |
| -------------------------- | --------------------- | --------------------- | ------------------------------------------------------------------------------------- |
| Cairanne                   | 760                   | 24 540                | Cairanne                                                                              |
| Chusclan                   | 259                   | 9 576                 | Chusclan, Orsan, Bagnols-sur-Cèze, Codolet, Saint-Étienne-des-Sorts                   |
| Laudun                     | 298                   | 11 315                | Laudun, Saint-Victor-la-Coste, Tresques                                               |
| Massif-d'uchaux            | 178                   | 5 830                 | Lagarde-Paréol, Mondragon, Piolenc, Uchaux et une partie de Sérignan-du-Comtat        |
| Plan-de-dieu               | 367                   | 2 851                 | Camaret-sur-Aigues, Jonquières, Travaillan, Violès                                    |
| Puyméras                   | 81                    | 3 243                 | Mérindol-les-Oliviers, Mollans-sur-Ouvèze, Faucon, Saint-Romain-en-Viennois, Puyméras |
| Roaix                      | 96                    | 3 176                 | Roaix                                                                                 |
| Rochegude                  | 135                   | 4 462                 | Rochegude                                                                             |
| Rousset-les-vignes         | 52                    | 2 041                 | Rousset-les-Vignes                                                                    |
| Sablet                     | 230                   | 8 163                 | Sablet                                                                                |
| Saint-gervais              | 137                   | 5 019                 | Saint-Gervais                                                                         |
| Saint-maurice-sur-eygues   | 136                   | 4 982                 | Saint-Maurice-sur-Eygues                                                              |
| Saint-pantaléon-les-vignes | 61                    | 2 037                 | Saint-Pantaléon-les-Vignes                                                            |
| Séguret                    | 268                   | 9 176                 | Séguret                                                                               |
| Signargues                 | 600                   | 18 000                | Domazan, Estézargues, Rochefort-du-Gard, Saze                                         |
| Valréas                    | 479                   | 16 883                | Valréas                                                                               |
| Visan                      | 419                   | 14 510                | Visan                                                                                 |